# 簡陽戰鬥
簡陽戰鬥發生於1920年5月20－24日，地點則是在中國川西。是北洋政府時期內戰之一，交戰兩方為四川靖國軍及川滇聯軍。戰鬥末了，川滇聯軍失敗。